# Aurélie Bretonneau
Pour les articles homonymes, voir Bretonneau.
Aurélie Bretonneau, née en 1981, est une haute fonctionnaire française.
Conseillère d’État, elle occupe le poste de secrétaire générale du Conseil constitutionnel depuis mars 2025, succédant à Jean Maïa.

## Biographie
Aurélie Bretonneau est diplômée de l'École normale supérieure, de Sciences Po Paris (promotion 2004) et de l'École nationale d'administration (ENA, promotion République, 2007).
À sa sortie de l'ENA, elle intègre le Conseil d'État,, où elle exerce diverses fonctions entre 2007 et 2021, notamment de rapporteure publique. Elle accède au grade de maître des requêtes en 2010. De 2017 à 2019, elle est notamment rapporteure adjointe auprès du Conseil constitutionnel.
En mai 2019, elle est nommée directrice des affaires juridiques des ministères de la transition écologique et de la cohésion des territoires,.
À partir de janvier 2022, elle occupe le poste de directrice, adjointe à la secrétaire générale du gouvernement (SGG), auprès de Claire Landais,. Elle est notamment chargée de la direction des services du Premier ministre. La même année, elle est nommée conseillère d’État.
Le 20 mars 2025, le président du Conseil constitutionnel Richard Ferrand propose au président de la République de la nommer au poste de secrétaire générale de l'institution. Elle prend ses fonctions à la fin du mois, succédant à Jean Maïa, nommé à la présidence de la Haute Autorité pour la transparence de la vie publique,.

## Parcours professionnel
- 2007-2021 : Membre du Conseil d'État, dont rapporteure adjointe au Conseil constitutionnel (2017-2019)
- 2019-2021 : Directrice des affaires juridiques des ministères de la Transition écologique et de la Cohésion des territoires
- 2022-2025 : Directrice, adjointe à la secrétaire générale du gouvernement
- Depuis mars 2025 : Secrétaire générale du Conseil constitutionnel

## Décoration
- Chevalier de l'ordre national du Mérite en 2021[12].